# Еральское сельское поселение
Еральское се́льское поселе́ние — муниципальное образование в Ашинском районе Челябинской области Российской Федерации.  В рамках административно-территориального устройства муниципальное образование  соответствует административно-территориальной единице Еральский сельсовет.
Административный центр — село Ерал.

## История
Статус и границы сельского поселения установлены Законом Челябинской области от 9 июля 2004 года № 239-ЗО «О статусе и границах Ашинского муниципального района, городских и сельских поселений в его составе»

## Население
| 2002 | 2010 | 2011 | 2012 | 2013 | 2014 | 2015 |
| ---- | ---- | ---- | ---- | ---- | ---- | ---- |
| 1086 | ↘728 | ↘721 | ↘691 | ↘644 | ↘620 | ↘582 |
| 2016 | 2017 | 2018 | 2019 | 2020 | 2021 | 2023 |
| ↗584 | ↘573 | ↘562 | ↘538 | ↘531 | ↘427 | ↘393 |

## Состав
| № | Населённый пункт | Тип населённого пункта          | Население |
| - | ---------------- | ------------------------------- | --------- |
| 1 | Ерал             | посёлок железнодорожной станции | ↘15       |
| 2 | Ерал             | село, административный центр    | ↘572      |
| 3 | Муратовка        | село                            | ↘141      |